# Lärmlederkopf
Der Lärmlederkopf (Philemon corniculatus) ist ein australischer Singvogel aus der Familie der Honigfresser (Meliphagidae).

## Merkmale
Der 35 cm lange Lärmlederkopf ist ein großer grauer Vogel mit weißer Kehle, roten Augen und langem Schwanz mit weißer Spitze. Ungewöhnlich für einen Singvogel sind der schwarze kahle Kopf und der schwarze Schnabel mit kleinem Höcker. 
Der Lärmlederkopf hat eine laute, raue, gackernde Stimme.

## Vorkommen
Das Verbreitungsgebiet des Lärmlederkopfes reicht in Ostaustralien vom Nordosten Queenslands bis in den Nordosten Victorias. Außerdem kommt er in Neuguinea vor. Er lebt sowohl in Eukalyptuswäldern, Trockenwäldern, Heideland als auch in Feuchtgebieten.

## Verhalten
Obwohl der Vogel mit seinem nackten Kopf einem Geier ähnlich sieht, ist er kein Aasfresser, sondern ernährt sich vor allem von Nektar aus Blüten, aber auch von Beeren, Früchten, Insekten und Eiern von anderen Vögeln. Gelegentlich erbeutet er auch Jungvögel, Amphibien und Reptilien. 
Außerhalb der Brutzeit lebt er in großen Schwärmen.

## Fortpflanzung
In der Brutzeit von August bis Februar bilden die Lärmlederköpfe Paare. Zwischen dichtem Blattwerk bauen sie an einem der äußeren Äste eines Baumes, oft über Wasser, ein tiefes, schalenförmiges Nest aus Borke, Gräsern, Blättern und Spinnweben. Das Gelege besteht aus zwei bis drei Eiern.